# Ulica Kuźnicza we Wrocławiu
Ulica Kuźnicza (wcześniej niem. Schmiedebrücke) – ulica o średniowiecznym rodowodzie na Starym Mieście we Wrocławiu. Ma początek w północno-wschodnim narożniku Rynku i biegnie na północ do placu Uniwersyteckiego.

## Średniowiecze
Ulica powstała na początku XIII wieku łącząc Rynek z ówczesnym zamkiem (położonym w miejscu dzisiejszego Uniwersytetu Wrocławskiego), a od wieku XIV również z Bramą Cesarską, pomocniczą bramą w obwodzie miejskich fortyfikacji, znajdującą się obok zamku, po jego zachodniej stronie.
Niemiecka nazwa Schmiedebrücke (wcześniej w 1345 smedebrucke) nawiązywać mogła do nawierzchni, np. z drewnianych pomostów lub z kamiennego bruku, i równocześnie do zamieszkujących ją (zwłaszcza na odcinku początkowym przy Rynku, nazywanym także – np. w 1564 – Unter den Schlossern – „Pod Ślusarzami”) rzemieślników zajmującym się kuciem (schmieden) i obróbką metalu; podobne akcenty pojawiają się w nazwach innych krzyżujących się z Kuźniczą uliczek: Igielnej, Nożowniczej i Kotlarskiej. Przedłużenie „Pod Ślusarzami” od Igielnej do Kotlarskiej nazywane bywało także – np. w 1403 – Burggasse („Zaułek Grodzki”), a od Kotlarskiej do zamku – w 1564 – Bei den Keiser Hoffe („Przy Dworze Cesarskim”).
Przy początkowym odcinku Kuźniczej wytyczonych było 29 parceli o szerokości około 6 metrów. Następny odcinek zamieszkany był, zwłaszcza między Kotlarską a Nożowniczą, przez zamożniejszych mieszczan (m.in. posesje nry 17-23 na pierzei wschodniej zamieszkane były przez piekarzy). Już w XIII wieku na posesji nr 57 (na rogu ul. Igielnej) stał murowany dom. Na odcinku północnym, przy samym zamku, mieszkało dworskie rycerstwo, ale także m.in. niezamożni Żydzi.

## Czasy nowożytne i najnowsze
Znajdujący się od około XIV lub XV wieku dom przy dzisiejszej Kuźniczej nr 22 rozbudowano na przełomie XV i XVI w. i urządzono w nim zajazd, przebudowany następnie w 1561; wzmiankowany był od 1671 jako Zajazd Pod Złotym Berłem. W zajeździe tym urządzono m.in. biuro werbunkowe Ludwiga Lützowa, ale odwiedzany był także m.in. przez takie osoby jak Józef Wybicki, Fryderyk Florian Skarbek, Karol Lipiński. Zajazd ten nie przetrwał II wojny światowej.
W wieku XVIII na rogu Kuźniczej i obecnego placu Uniwersyteckiego (ul. Kuźnicza 35) wybudowano konwikt jezuicki św. Józefa, budynek ten nazwany został później Domem Steffensa.
W latach 1877–1878 Wrocławskie Towarzystwo Kolei Ulicznej (Breslauer Strassen-Eisenbahn Gesellschaft – BSEG) uruchomiło we Wrocławiu pierwsze linie tramwajowe, z których jedna przebiegała po ulicy Kuźniczej (łącząc Borek z dworcem Nadodrze).
W wieku XIX i na początku XX wzdłuż Kuźniczej postawiono kilka domów handlowych, z których jednak niewiele zachowało się po zniszczeniach 1945 roku.
Przy ul. Kuźniczej 29a mieścił się, założony w 1957 r. przez Bogusława Litwińca, wrocławski studencki Teatr Kalambur (oraz istniejąca od roku 1983 kawiarnia „Pod Kalamburem”).

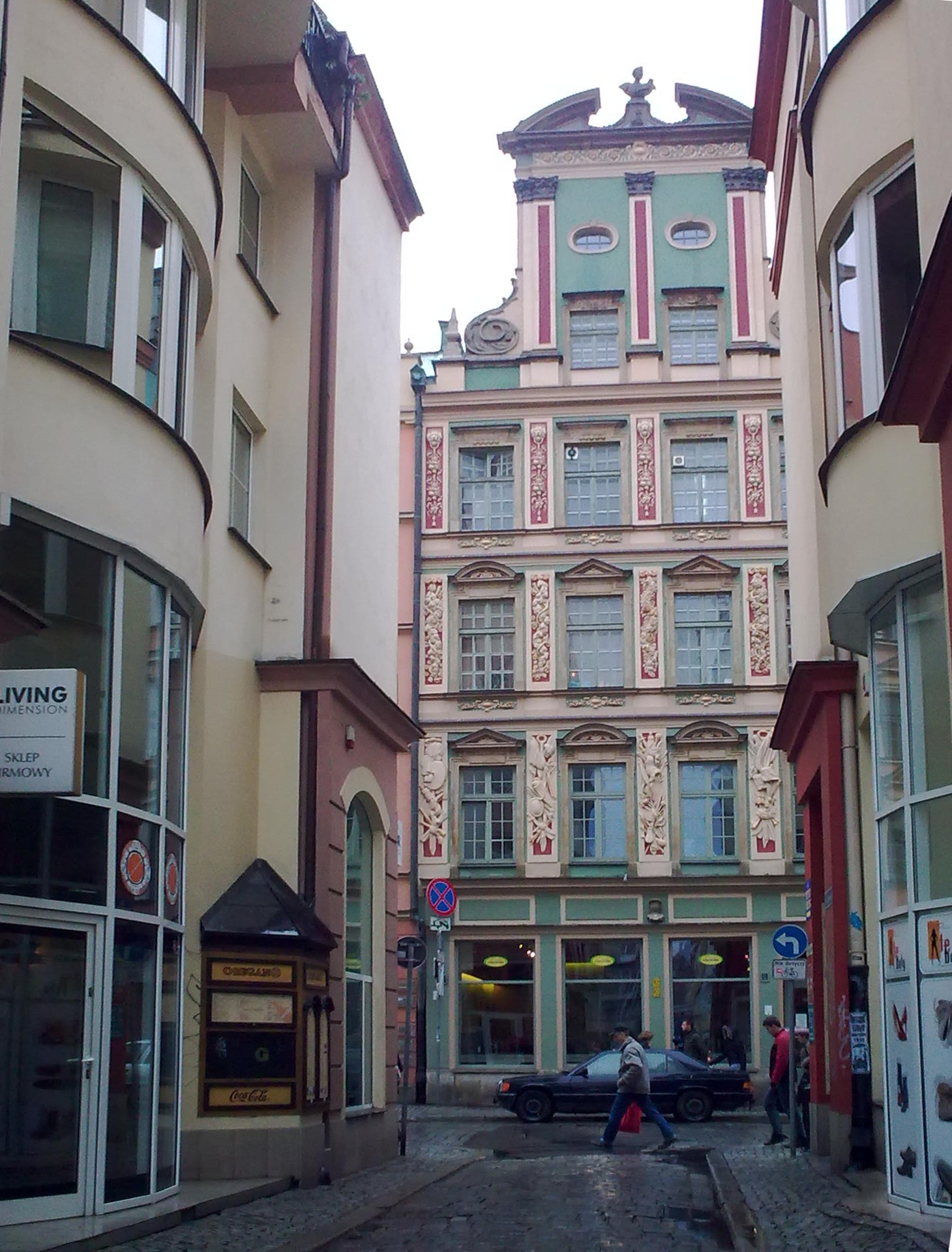
Kamienica Pod Srebrnym Hełmem przy ul. Kuźniczej 12 widziana z wylotu ul. Igielnej[e]
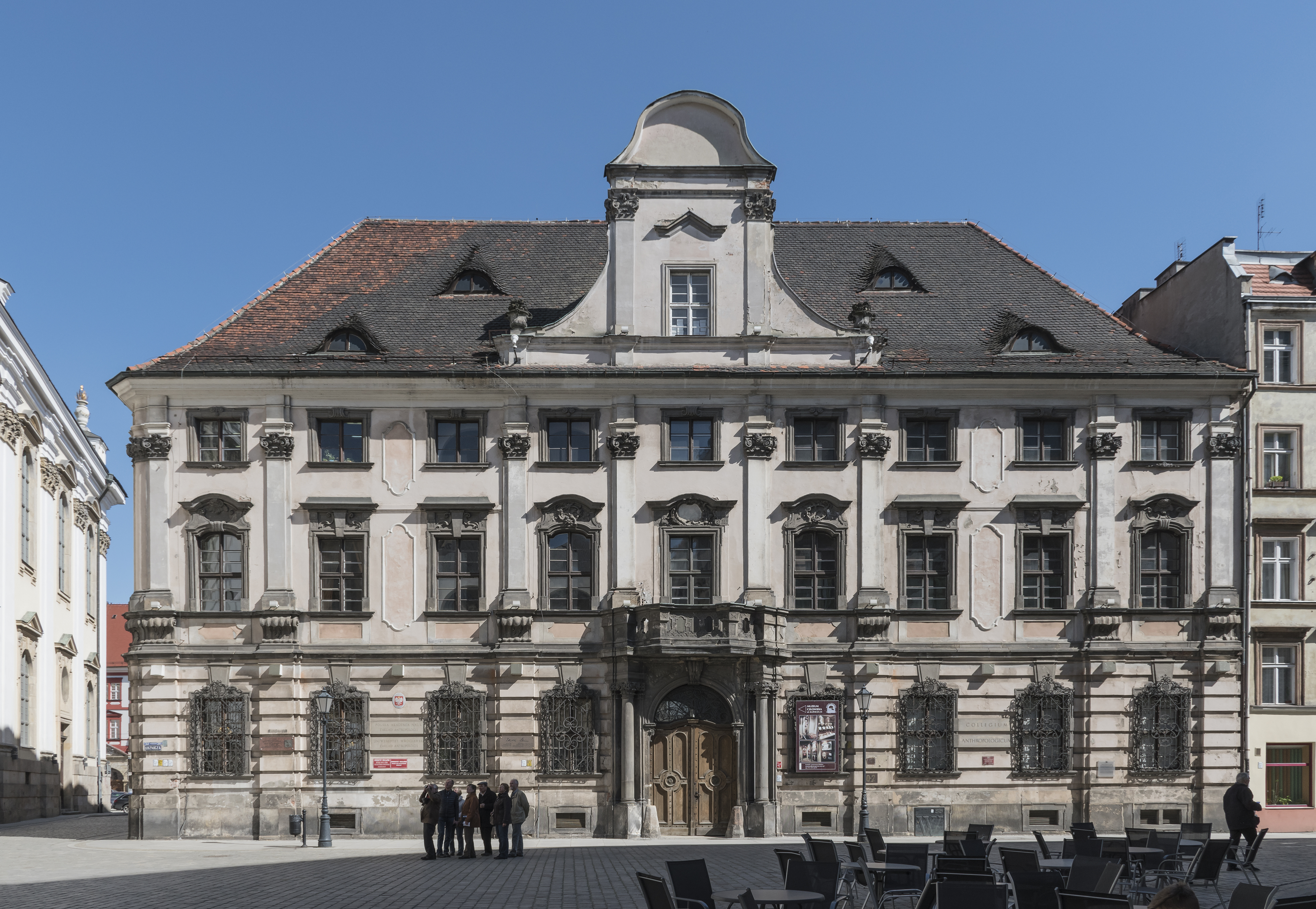
Collegium Anthropologicum przy ul. Kuźniczej 35
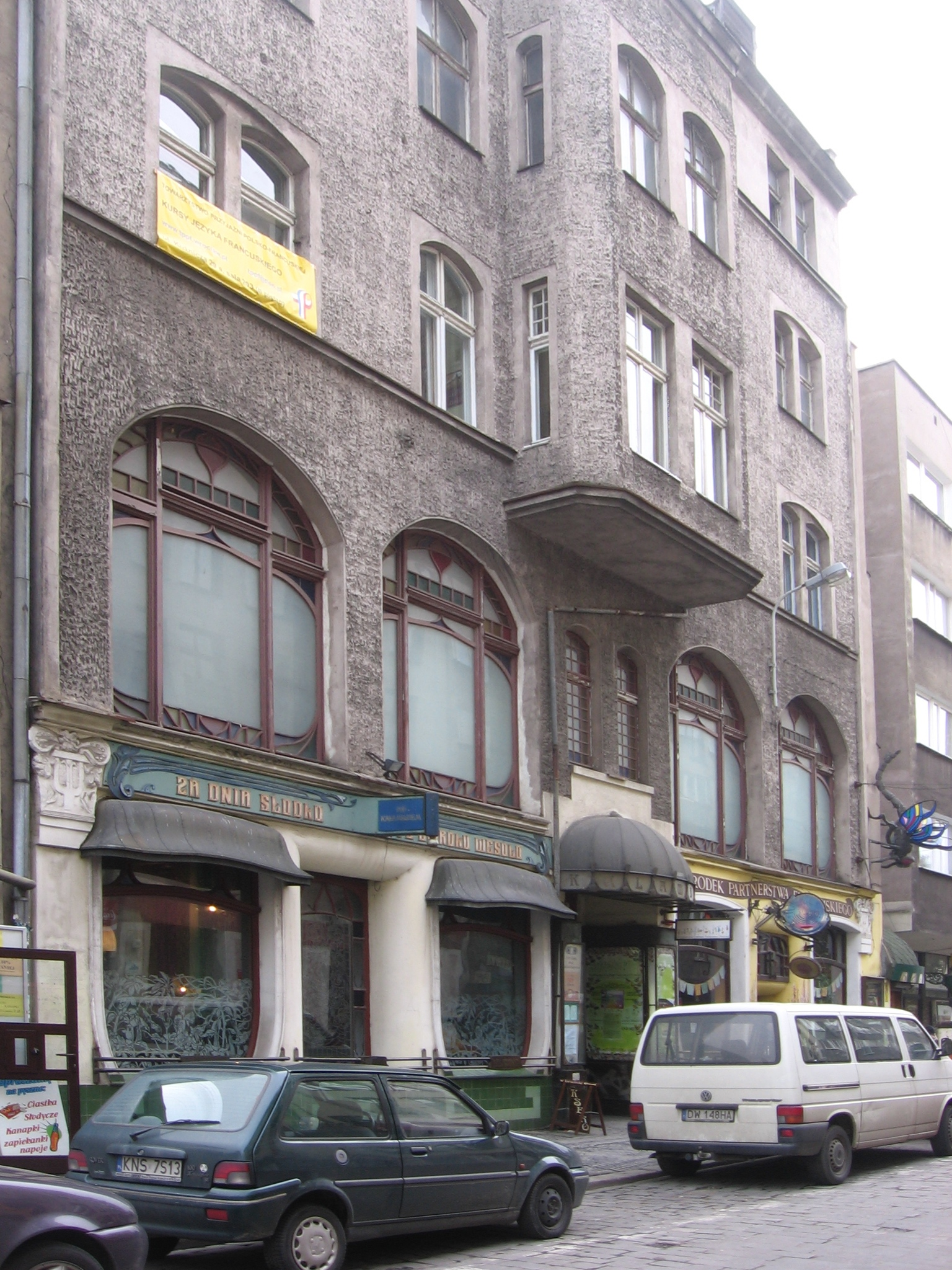
Dawna siedziba Teatru Kalambur, dziś Art Café „Pod Kalamburem” przy ul. Kuźniczej 29.
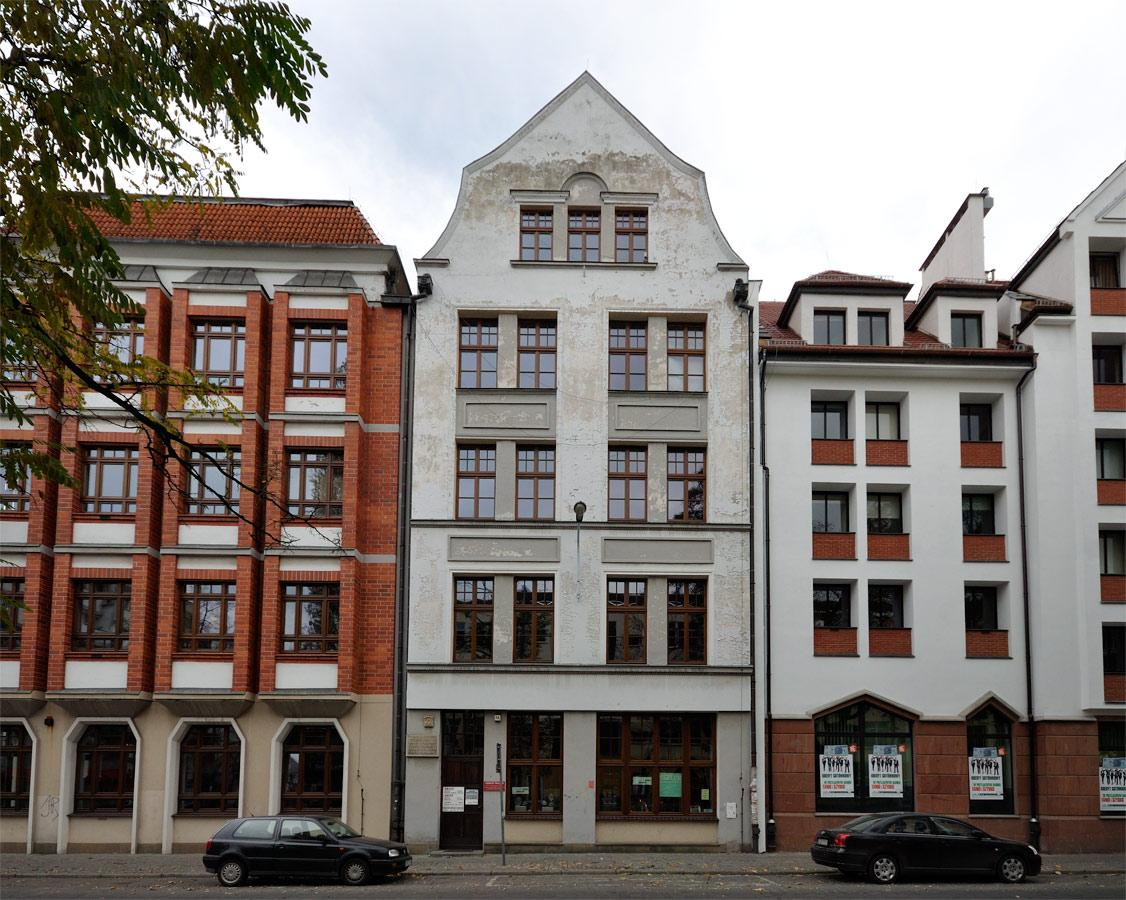
Kamienica Pod Czterema Ewangelistami (nr 21)